# Pseudophoraspis gorochovi
Pseudophoraspis gorochovi är en kackerlacksart som beskrevs av Anisyutkin 1999. Pseudophoraspis gorochovi ingår i släktet Pseudophoraspis och familjen jättekackerlackor.
Artens utbredningsområde är Kambodja. Inga underarter finns listade i Catalogue of Life.